# Pseudonautia tonsilis
Pseudonautia tonsilis är en insektsart som beskrevs av Marius Descamps 1978. Pseudonautia tonsilis ingår i släktet Pseudonautia och familjen Romaleidae. Inga underarter finns listade i Catalogue of Life.